# Người Việt (báo)

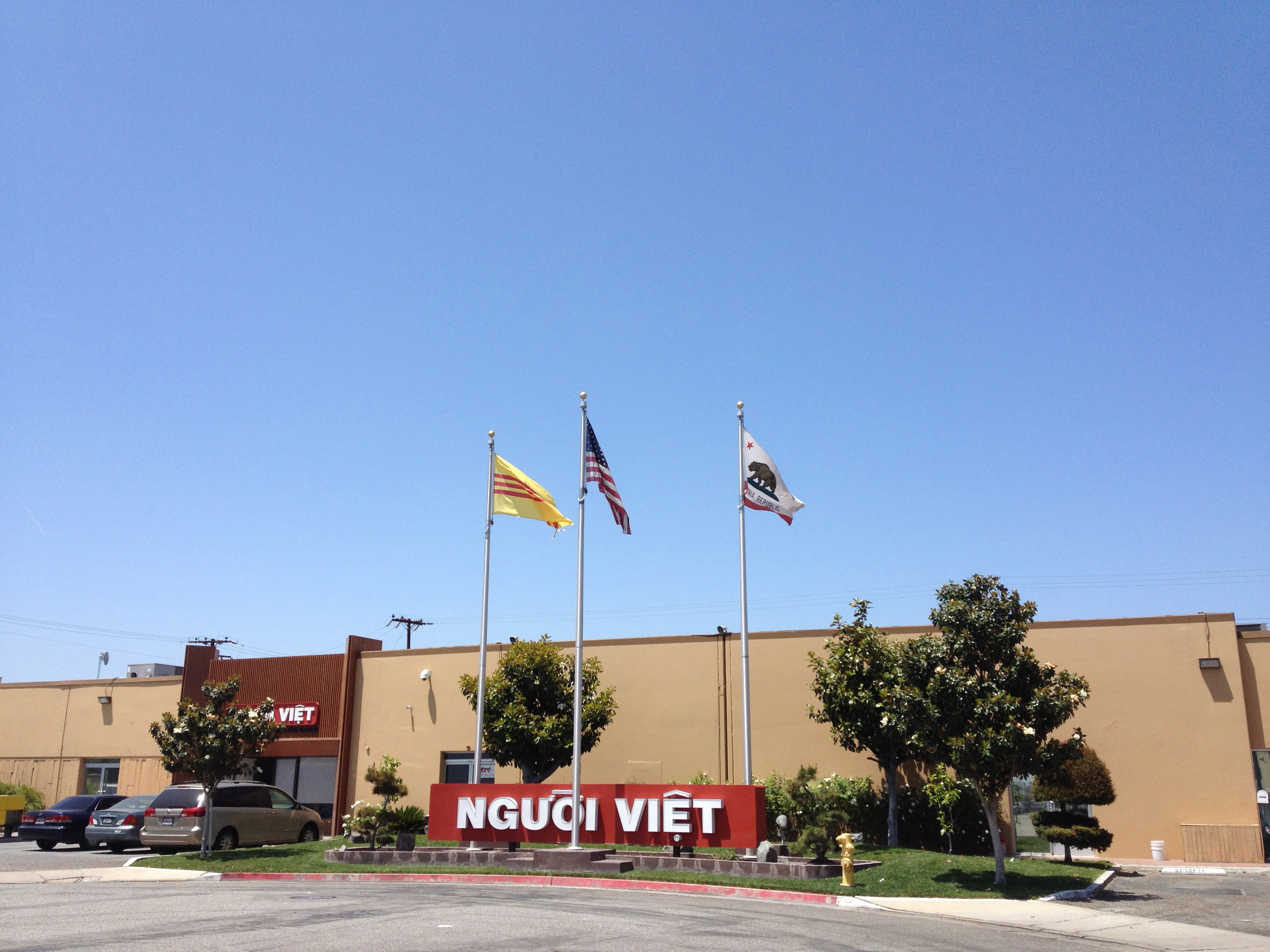
Trụ sở báo Người Việt ở Westminster, CA

Nhật báo Người Việt là tờ báo lâu đời nhất của người Việt tại hải ngoại. Theo thông tin từ tòa soạn báo, đây là nhật báo tiếng Việt đầu tiên phát hành ngoài Việt Nam và là tờ báo tiếng Việt duy nhất phát hành 7 ngày trong tuần tại Hoa Kỳ. Cũng theo đó, báo in ra trung bình mỗi ngày gần 17.500 ấn bản và có số lượng rao vặt nhiều nhất trong tất cả các báo Việt ngữ trên thế giới. Đây là nhật báo tiếng Việt lớn nhất tại Hoa Kỳ. Báo Người Việt cũng có trang thông tin online, kênh video chính thức, trên Youtube và trên các mạng xã hội như Facebook, Google+ và Twitter.

## Lịch sử
Báo Người Việt do ông Đỗ Ngọc Yến (1941-2006) thành lập năm 1978, lúc đầu việc ấn loát thực hiện trong nhà để xe của ông. Ấn bản đầu tay của nhật báo Người Việt là tờ tuần báo 4 trang được phát hành ngày 15 tháng 12 năm 1978 tại thành phố San Diego, California. Sau một thời gian hoạt động, tờ tuần báo Người Việt trở thành tờ nhật báo Người Việt vào năm 1985 và sau đó nhật báo Người Việt di chuyển về thành phố Santa Ana.
Vài năm đầu tiên, tờ báo phải in số hoàn toàn không có dấu vì chưa có sẵn phần mềm nào hỗ trợ tiếng Việt. Nhân viên phải đặt dấu bằng bút mực vào mọi từ của mọi số. Năm 1986, tờ báo bắt đầu sử dụng bộ gõ tiếng Việt Diplomat của công ty địa phương VN Labs, bộ gõ này cho phép ra số có tiếng Việt chính xác mà không cần sửa đổi thủ công.
Năm 2004 nhật báo Người Việt trở thành tờ báo tiếng Việt đầu tiên có đăng ký Kiểm toán Phát hành tại Hoa Kỳ, tức là được kiểm toán số lượng phát hành bởi những công ty độc lập.

## Hoạt động
Hiện nay cơ sở chính của báo Người Việt nằm tại trung tâm Little Saigon, thành phố Westminster, CA, Quận Cam; ngoài ra còn có các chi nhánh tại thành phố San Gabriel và Gardena, Quận Los Angeles. Chủ nhiệm tờ báo vào giữa năm 2009 là ông Phan Huy Đạt, chủ bút là cô Đỗ Bảo Anh, sau này là ông Phạm Phú Thiện Giao cho tới cuối năm 2016.
Vào đầu năm 2017, công ty Người Việt có một vài thay đổi về nhân sự đáng chú ý. Ông Phạm Phú Thiện Giao rời công ty Người Việt vào cuối năm 2016. Ông Phan Huy Đạt về hưu đầu năm 2017, trao lại trách nhiệm chủ nhiệm cho ông Nguyễn Khả Lộc. Chức Tổng Giám đốc Điều Hành do ông Trương Thanh Quang (thường gọi là Tony) đảm nhiệm. Ông Phan Huy Đạt vẫn giữ trách nhiệm là thành viên trong Hội đồng Quản trị của công ty. Bà Đỗ Bảo Anh đảm nhiệm chức chủ tịch Hội đồng Quản trị. Ông Đỗ Quý Toàn (Ngô Nhân Dụng) làm chủ bút.
Ngày 1 tháng 11 năm 2017, ông Trương Thanh Quang qua đời vì bệnh ung thư, hưởng dương 58 tuổi. Bà Đỗ Bảo Anh vừa đảm nhiệm chức chủ tịch Hội đồng Quản trị, vừa kiêm nhiệm chức tổng giám đốc công ty Người Việt. Ông Đỗ Quý Toàn vừa làm chủ bút và thêm chức chủ nhiệm.
Ngày 2 tháng 4 năm 2018, bà Hoàng Vĩnh nắm giữ chức tổng giám đốc công ty Người Việt.
Ngoài những sinh hoạt báo chí, Người Việt còn tổ chức triển lãm nghệ thuật, hội thảo v.v. trong Phòng sinh hoạt của trụ sở và tham gia tích cực vào những sinh hoạt của cộng đồng người Việt tại Mỹ.

## Kiện tụng
Vào tháng 9 năm 2012, Báo Người Việt đã nộp đơn kiện báo Sài Gòn Nhỏ của Hoàng Dược Thảo, khi báo Sài Gòn Nhỏ đã từ chối xin lỗi sau khi có lời vu khống Người Việt là do Đảng Cộng sản Việt Nam mua lại trong khi để Phan Huy Đạt đứng tên chủ nhân. Sài Gòn Nhỏ còn có lời mạ lỵ cho rằng bà Hoàng Vĩnh "có nhiều tai tiếng về tình ái". Ngày 30 tháng 12 năm 2014, bồi thẩm đoàn 12 người đã bỏ phiếu thuận cho bên nguyên đơn thắng kiện; tức Công ty Người Việt Daily News Inc., ông Phan Huy Đạt, và bà Hoàng Vĩnh. Tòa kết luận rằng tuần báo Sài Gòn Nhỏ và chủ nhân Hoàng Dược Thảo đã phạm tội phỉ báng và vu khống. Án phạt là Sài Gòn Nhỏ phải bồi thường 3 triệu USD tiền thiệt hại cùng 1,5 triệu USD lãi suất cùng chi phí luật pháp.
Ngay cả báo chí Hoa Kỳ cũng để ý tới vụ án này. Hoyt Hart, luật sư của phe đứng kiện, được báo LA Times phỏng vấn, nói rằng các đối thủ thường chụp mũ nhau "cộng sản" (mặc dù đã gần 40 năm sau khi Sài Gòn thất thủ) để gây tổn hại trên thương trường khi cạnh tranh thương vụ. Thường thì vì sợ tốn kém luật pháp, và ngại lời qua tiếng lại, khổ chủ không dám đâm đơn kiện cáo. Hart nói, ông hy vọng rằng vụ kiện bôi nhọ này sẽ gởi thông điệp rõ ràng, răn đe những ai vô cớ chụp mũ kẻ khác là cộng sản. Dù vậy Hart không chắc là vụ kiện sẽ cải thiện được Hoàng Dược Thảo, chủ nhân tờ tuần báo Sài Gòn Nhỏ.
Vào đầu tháng 2 năm 2016, tòa án phá sản liên bang đã phán quyết là Báo Người Việt có thể xúc tiến tiếp thu báo Sài Gòn Nhỏ để thanh toán số tiền phạt 4,5 triệu USD để bồi thường thiệt hại vì tội vu khống và phỉ báng.

## Ban Biên tập hiện tại
Ban Biên Tập hiện tại gồm chủ nhiệm, chủ bút, tổng thư ký tòa soạn, và chủ biên.
- Chủ Nhiệm: Hoàng Vĩnh
- Chủ Bút: Hoàng Vĩnh
- Tổng Thư Ký Tòa Soạn: Khôi Nguyên[10]
- Chủ Biên: Trương Quang Quốc Dũng
- Biên tập: Nguyễn Nhất Anh, Đỗ Dzũng, Ngô Trọng Đằng-Giao, Kalynh Ngô, Thiện Lê, Nguyễn Thanh Long, Nguyễn Hoàng Vy